# Andrew Donald Booth
Andrew Donald Booth   (Elmbridge, 11 de febrer de 1918 - Victoria, 29 de novembre de 2009) va ser un enginyer britànic, pioner en el desenvolupament d'ordinadors.
Fill d'un enginyer naval, va obtenir el 1937 una beca per estudiar al Jesus College de la universitat de Cambridge, però va deixar la universitat sense graduar-se per que li disgustaven les matemàtiques pures. Durant la Segona Guerra Mundial va fer recerca sobre l'estructura cristalogràfica dels explosius a l'Associació Britànica de Fabricants de Cautxú. Els seus treballs van cridar l'atenció del cristal·lògraf John Desmond Bernal, qui el va atraure al Birkbeck College qui va començar a dissenyar la seva primara compùtadora electromecànica: ARC (Automatic Relay Calculator).
El 1947, amb fons de la Fundació Rockefeller, va fer una estança a Princeton, amb la seva assistent de recerca, la matemàtica Kathleen Britten qui, aviat esdevindria la seva esposa. A partir d'aquest viatge, es va interessar en construir un computador de baix cost i, per això, va dissenyar un tambor metàl·lic electro-magnètic per emmagatzemar la memòria; així naixien els discs d'ordinador actuals. Al prototip ARC el van seguir el SEC-6 (Simple Electronic Computer) i l'APE(X)C (All Purpose Electronic (Rayon) Computer), mentre la seva dona, ara Kathleen Booth, es dedicava a dissenyar el llenguatge d'assemblador per dirigir les operacions de l'artefacte.
El curs 1961/62, el matrimoni Booth va presentar al seva renúncia a Birkbeck, cansats de no tenir el reconeixement que creien merèixer, i se'n van anar al Canadà. A Canadà, van ser professor de les universitat de Saskatchewan (1962-1972) i Lakehead (1972-1978). El 1978 el matrimoni es va retira a l'illa de Vancouver, on van continuar treballant com assessors informàtics.